# Enderby Land

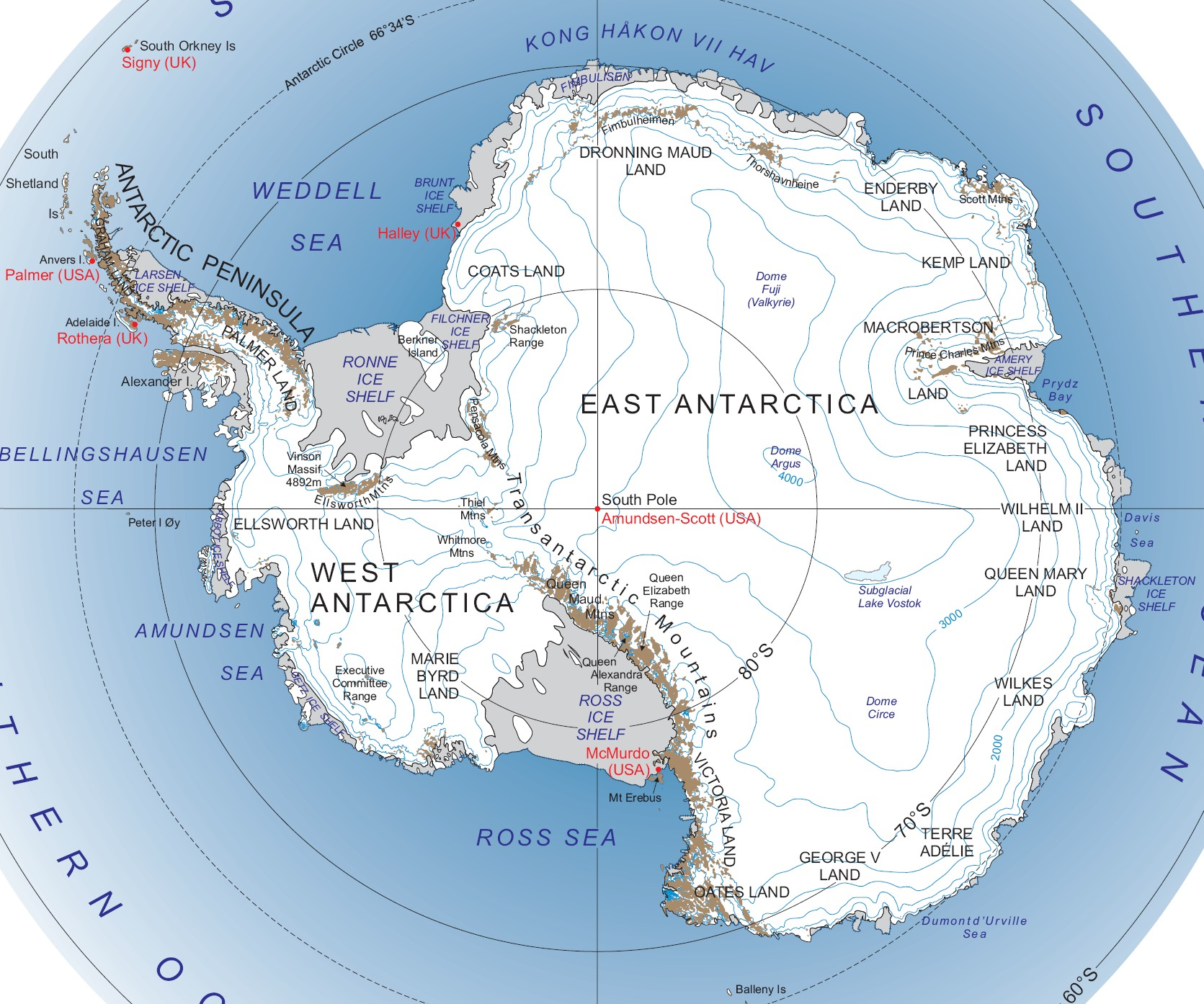
Lägeskarta, Enderby Land i övre högra sidan.

Enderby Land (engelska: Enderby Land och Enderby Coast) är ett landområde i östra Antarktis.

## Geografi
Enderby Land ligger i Östantarktis mellan Prins Olav Kyst i Drottning Mauds land och Mac Robertson land. Området ligger direkt vid Antarktiska oceanen mellan Shinnan glaciären och William Scoresby Bay. Kusten är cirka 450 km lång och området sträcker sig mellan cirka 44° 38' Ö till 59° 34' Ö.
Området är kuperad med flera bergskedjor däribland Scott Mountains, Tula Mountains och Napier Mountains nära kusten, de högsta topparna är Mount McMaster med 2 830 m ö.h. och Mount Elkins med 2 300 m ö.h. Det finns även en rad glaciärer, de största är Beaver glaciären och Rayner glaciären.  
Det finns två övergivna forskningsstationer i området, den ryska Molodyoshnaya Station (Молодёжная, 67° 40' S / 45° 50' Ö) vid kusten och den japanska Mizuho Station (Mizuho Kichi, 70° 41' S / 44° 19' Ö) längre in i landet.
Områdets ligger inom Australiska Antarktis (Australiens Landanspråk på Antarktis).

## Historia
Enderby Lands kust upptäcktes i februari 1831 av brittiske valfångaren John Biscoe med fartyget "Tula", området namngavs då efter fartygets ägare, rederiet Enderby Bros. of London.
Området utforskades ytterligare av den tredje Norvegia-expeditionen åren 1929–1930 (finansierad av redaren Lars Christiansen) där bland andra Hjalmar Riiser-Larsen och Finn Lützow-Holm deltog. 
1952 fastställdes det nuvarande namnet av amerikanska "Advisory Committee on Antarctic Names" (US-ACAN, en enhet inom United States Geological Survey).
Molodyoshnaya Station öppnades i februari 1962, stationen var bemannad fram till mitten på 1990-talet.
Mizuho Station öppnades i juli 1970, stationen var bemannad fram till 1987.